# Markušići
 Markušići  falu Horvátországban Zágráb megyében. Közigazgatásilag Zsumberk község központi települése.

## Fekvése
Zágrábtól 42 km-re délnyugatra, községközpontjától Kostanjevactól 2 km-re északra a Zsumberki-hegységben fekszik. Településrésze Bartakovići.

## Története
Az 1830-as urbárium szerint 5 háza és 93 lakosa volt. 1857-ben 119, 1910-ben 148 lakosa volt. Egyházilag a zsumberki Szent Miklós plébániához tartozik. Trianon előtt Zágráb vármegye Jaskai járásához tartozott. A falunak 2011-ben már csak 6 lakosa volt. Lakói mezőgazdasággal, állattenyésztéssel, szőlőtermesztéssel foglalkoznak.

## Lakosság
| Lakosság változása | Lakosság változása | Lakosság változása | Lakosság változása | Lakosság változása | Lakosság változása | Lakosság változása | Lakosság változása | Lakosság változása | Lakosság változása | Lakosság változása | Lakosság változása | Lakosság változása | Lakosság változása | Lakosság változása | Lakosság változása |
| ------------------ | ------------------ | ------------------ | ------------------ | ------------------ | ------------------ | ------------------ | ------------------ | ------------------ | ------------------ | ------------------ | ------------------ | ------------------ | ------------------ | ------------------ | ------------------ |
| 1857               | 1869               | 1880               | 1890               | 1900               | 1910               | 1921               | 1931               | 1948               | 1953               | 1961               | 1971               | 1981               | 1991               | 2001               | 2011               |
| 119                | 162                | 177                | 185                | 162                | 148                | 144                | 132                | 138                | 133                | 88                 | 51                 | 30                 | 25                 | 10                 | 6                  |

## Külső hivatkozások
- Žumberak község hivatalos oldala
- A Zsumberki közösség honlapja